# Synagoge Düren

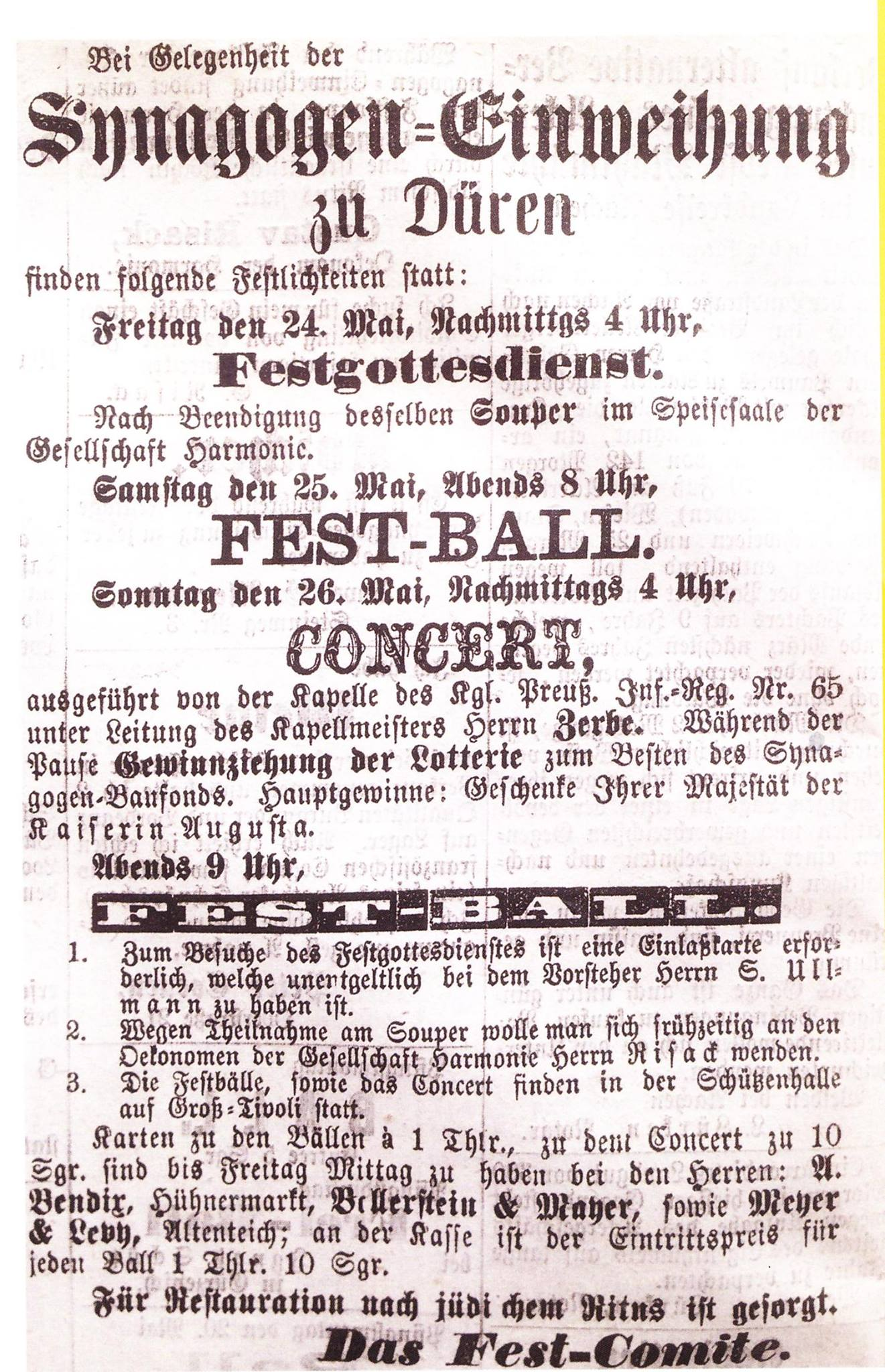
Einladung zur Einweihung der Synagoge

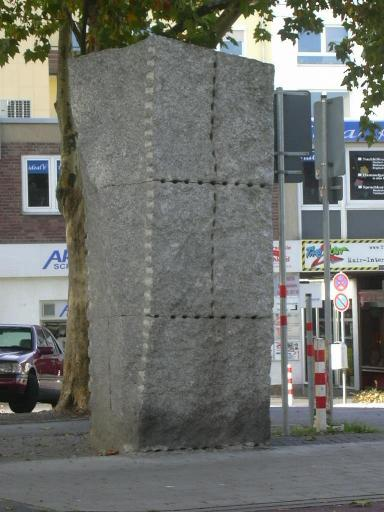
Stele in der Schützenstraße

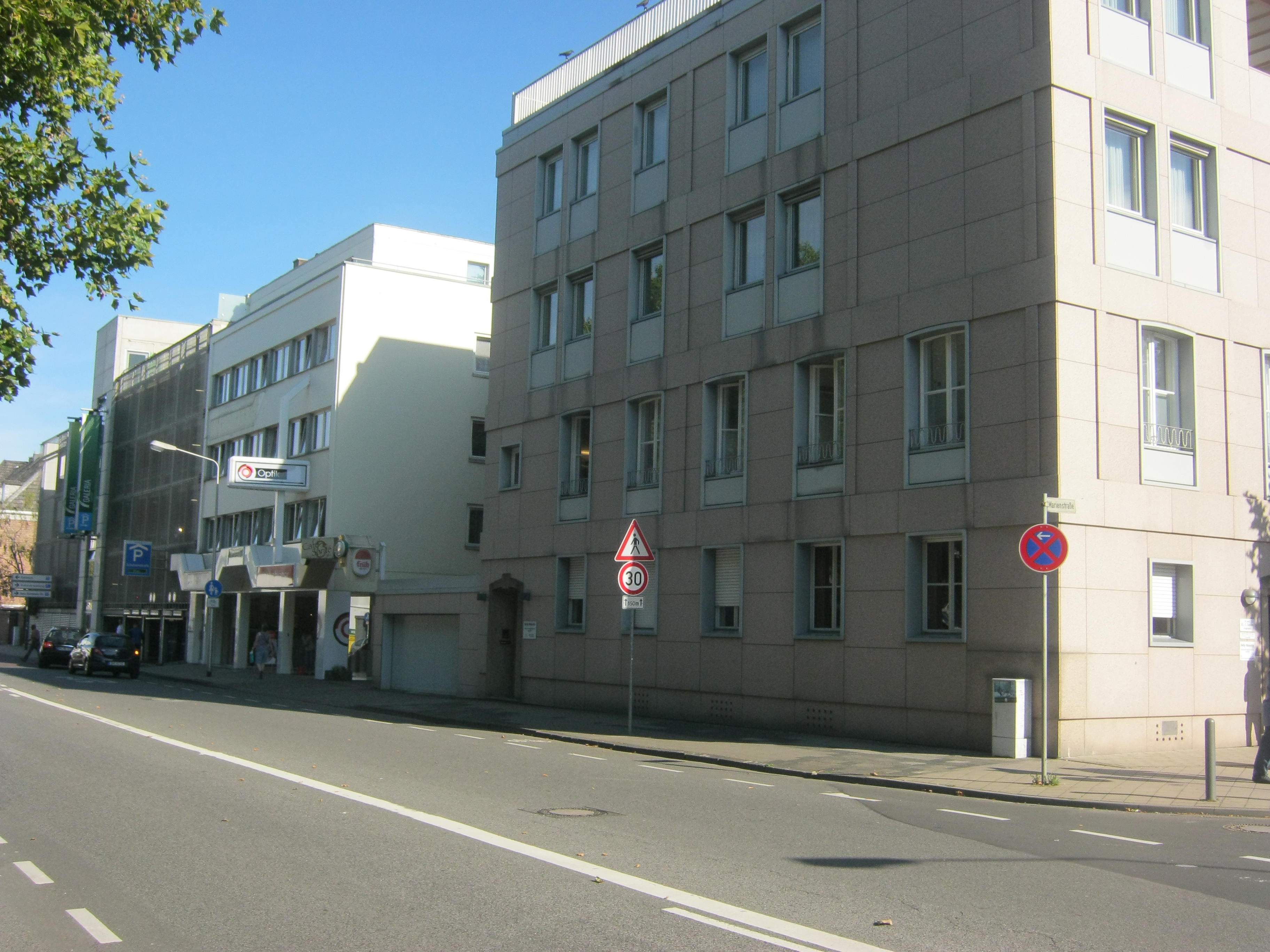
Das weiße Haus war der Standort der Synagoge in Düren

Die Synagoge Düren stand in der Schützenstraße 20 in Düren in Nordrhein-Westfalen.

## Geschichte
Die Synagoge, auf deren Gelände sich ebenfalls eine Schule befand, wurde 1869 erbaut und Ende Mai 1872 eingeweiht. Am 10. November 1938 wurde die Synagoge während der Novemberpogrome zerstört.
Seit 1241/42 wurden Juden in Düren erwähnt. Nach der Vernichtung der Gemeinde zur Zeit des Pestpogroms siedelten sich Juden vor 1370 wieder an, 1404 lebten mindestens acht Familien in der Stadt. Bereits vor 1600 hatten sie eine „Juddenschol vf dem Vehmarkt“ eingerichtet. Während des 17. und 18. Jahrhunderts erhielten mehrere Familien ein Geleit.
Im 17. und 18. Jahrhundert befanden sich ein Lehr- und Betraum im Haus Kölnstraße, heute Nr. 24.
Vor ihrer Renovierung im Jahre 1921 zeigte die Synagoge außen orientalisierende Formen. Während das Gebäude an den Seiten durch Pilaster, zwischen denen unter dem Dachansatz ein Rundbogenfries verlief, wohl in sieben Achsen gegliedert war, unterteilte sich die Fassade horizontal und vertikal. Polygonale Strebepfeiler rechts und links vom rundbogigen Eingangsportal enden in üppig verzierten Türmchen mit kleinen Kuppeln, die einen Magen David („Schild Davids“), einen aus zwei gleichseitigen Dreiecken gebildeten Stern, der seit der frühen Neuzeit als jüdisches Symbol verwendet wird, tragen. Auch wurde die Fassade außen jeweils durch Pfeiler mit etwas niedrigeren Türmchen und Kuppeln begrenzt. Über dem Eingangsportal war ein Drillingsfenster in Rundbogenform eingelassen, darüber, unter einem Blendbogen, eine Fensterrose mit dem Davidstern.
Rechts und links vom Portal befanden sich Zwillingsfenster, die sich im ersten Stock wiederholten und dort ebenfalls mit Blendbogen und hier mit kleinen Fensterrosen versehen waren. In der Mitte unterhalb der Balustrade war die Inschrift „Kommet, daß wir uns beugen vor dem Ewigen“ (Ps 95,6 ) in hebräischer Sprache zu lesen. Horizontal war die Fassade durch dunklere Mauerstreifen und einen Plattenfries gegliedert, der auf weniger als halber Höhe verlaufend dem Gebäude eine gewisse Schwere verlieh.
Nach der Renovierung dominierten die vertikalen Elemente: die unteren und oberen Fenster wurden durch einen hohen rundbogigen Rahmen zusammengefasst, ebenso der Mittelteil mit Portal und Drillingsfenster; der Rundbogen über demselben war durch einen Treppengiebel ersetzt worden. Die Pfeiler waren kanneliert und die Türmchen ihres Zierrats weitgehend entledigt. Statt des Rundbogenfrieses unter dem Abschluss der Fassade verlief nun darüber ein gezacktes Band.
Das Innere zeigte eine üppige Bemalung der Wände mit stilisierten Pflanzenmotiven und hebräischen Inschriften. Frauen saßen auf der rechten, Männer auf der linken Seite des Hauptraumes. Die Synagoge verfügte anfangs über ein Harmonium, später über eine Orgel. Bei der Gelegenheit wurde auch das Schulgebäude, welches hinter der Synagoge stand, renoviert. Auf einer Gedenktafel im Inneren waren zehn Juden verzeichnet, die im Ersten Weltkrieg ihr Leben ließen. Finanziert wurden die Baumaßnahmen durch die Aufnahme einer Anleihe in Höhe von 200.000 Mark; laut Tilgungsplan wäre das Darlehen im Jahre 1942 zurückgezahlt worden.
Die Synagogengemeinde zählte in den frühen 1930er Jahren ca. 400 Personen. Sie wurde vom Vorstand, bestehend aus drei Mitgliedern und zwölf Repräsentanten, verwaltet. Vorsitzender des Synagogenvorstandes war Hermann Löwenstein. Lehrer, Prediger und Rendant war Max Oppenheim. Gottesdienst war samstags morgens um 9 Uhr. Es gab auch einen jüdischen Jugendverein mit über 100 Mitgliedern und den Central-Verein deutscher Staatsbürger jüdischen Glaubens mit 60 Mitgliedern.
Bei den am 10. November 1938 im ganzen Reich organisierten Ausschreitungen gegen die Juden („Reichskristallnacht“) wurde auch die Synagoge in Düren zerstört, unter Beteiligung des stellvertretenden Kreisleiters der NSDAP. Nach einem ersten erfolglosen Versuch der Brandstiftung kamen benzingetränkte Lappen zum Einsatz, so dass die Flammen bald die ganze Synagoge erfassten. Die Familie des Synagogendieners Holländer konnte sich einige Sekunden vor dem Zusammenbruch der Treppe aus dem Obergeschoss retten. Die Feuerwehr richtete bei dieser Gelegenheit ihre Schläuche auf die benachbarten Gärten statt auf die brennende Synagoge.
Am 26. November 1938 kaufte die Stadt Düren das Synagogengrundstück (Grundbuch von Düren Band 75 Blatt 1207, Flur 34 Nr. 767/13 groß 19,90 ar Hofraum und Flur 34 Nr. 483/13 groß 0,40 ar Wegefläche) für 30.000 RM, abzüglich 3.000 RM für Niederlegung und Entfernung der noch vorhandenen Gebäudereste, mithin 27.000 RM.

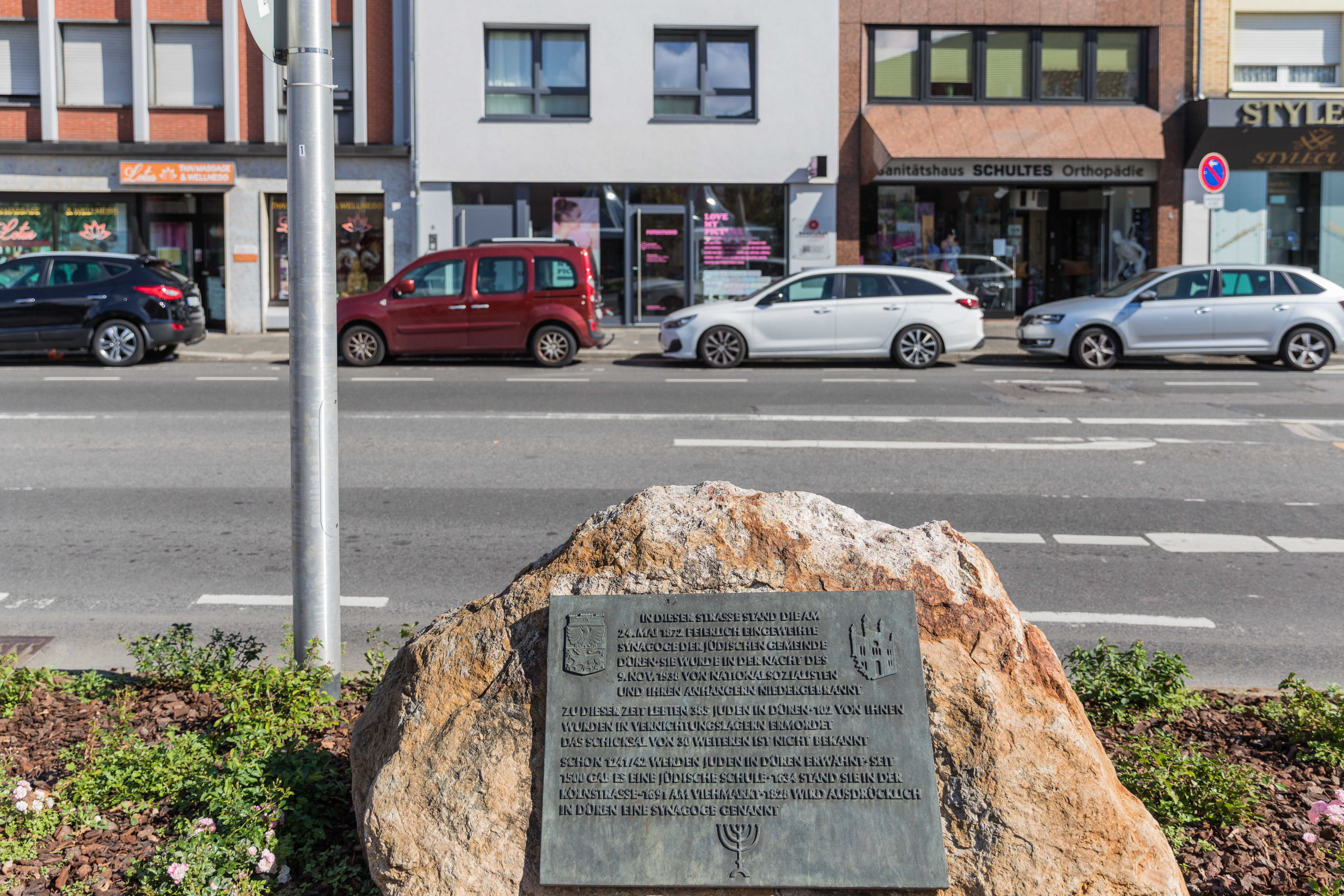
Gedenktafel zur Synagoge Düren, Schützenstraße

Gegenüber dem ehemaligen Standort der Synagoge steht eine Rückriem-Stele. Ein Anlieger sprach sich gegen die Aufstellung am tatsächlichen Standort aus. An der kleinen Grünanlage Ecke Schützenstraße/Kölnstraße liegt ein Stein mit einer Gedenktafel. Auch diese Tafel liegt nicht am richtigen Standort.